# Hydriomena muscona
Hydriomena muscona är en fjärilsart som beskrevs av William Schaus 1901. Hydriomena muscona ingår i släktet Hydriomena och familjen mätare. Inga underarter finns listade i Catalogue of Life.